# Марі-Крістін Вердьє-Жуклас
Марі-Крістін Вердьє-Жуклас (19 березня 1965 , Альбі ) — французький політик, що представляє партію La République En Marche!, обрана до Національної асамблеї Франції 18 червня 2017 року в департаменті Тарн.

## Політична кар'єра
У парламенті Вердьє-Жуклас входить до фінансового комітету. Вона також є членом парламентських груп дружби з Габоном, Ямайкою та Марокко.
На додаток до своїх обов'язків у комітеті, Вердьє-Жуклас з 2017 року є членом французької делегації в Парламентській асамблеї Ради Європи . На цій посаді вона входить до складу Комітету з питань міграції, біженців і переміщених осіб та Підкомітету з питань інтеграції. З 2019 року вона була доповідачем Асамблеї з питань готовності до катастроф
З 2019 року Вердьє-Жуклас є одним із речників своєї парламентської групи під керівництвом її голови Жиля Ле Жандра .

## Політичні позиції
У травні 2018 року Вердьє-Жуклас виступила співавтором ініціативи на користь закону про біоетику, який поширює на гомосексуальних та одиноких жінок вільний доступ до лікування безпліддя, наприклад, запліднення в пробірці (ЕКЗ), у рамках національного медичного страхування Франції; це була одна з передвиборчих обіцянок президента Емманюеля Макрона і стала першою великою соціальною реформою за його п'ятирічний термін.
У вересні 2018 року, після призначення Франсуа де Ругі до уряду, Вердьє-Жуклас підтримав кандидатуру Рішара Феррана на посаду президента Національних зборів.